# Yunnantettix
Yunnantettix is een geslacht van rechtvleugeligen uit de familie doornsprinkhanen (Tetrigidae). De wetenschappelijke naam van dit geslacht is voor het eerst geldig gepubliceerd in 1995 door Zheng.

## Soorten
Het geslacht Yunnantettix  is monotypisch en omvat slechts de volgende soort:
- Yunnantettix bannaensis (Zheng, 1995)